# Paralacydes ceramensis
Paralacydes ceramensis är en fjärilsart som beskrevs av Talbot 1929. Paralacydes ceramensis ingår i släktet Paralacydes och familjen björnspinnare. Inga underarter finns listade i Catalogue of Life.